# Dirty Dancing (film 2017)
Dirty Dancing è un film per la televisione del 2017, diretto da Wayne Blair, trasmesso sulla ABC il 24 maggio 2017.
È il remake dell'omonimo film del 1987. Rispetto all'originale il film presenta una decisa impronta musical e dilata la storia di alcuni personaggi secondari, come la famiglia di Baby.

## Trama
Nell'estate del 1963, Baby, figlia di una ricca famiglia americana, trascorre le vacanze con i suoi genitori e sua sorella nella regione dei monti Catskill, nello Stato di New York, presso il villaggio turistico dei Kellerman. Si ritrova così a contatto degli impiegati della struttura, trovandosi di fronte a un mondo a lei completamente estraneo, quello della danza. Malgrado il disappunto del padre, Baby vivrà una storia d'amore con Johnny, l'insegnante di danza del resort, proveniente da un ambiente sociale molto diverso da quello della ragazza.
Il film presenta un finale completamente diverso dalla versione originale del 1987. In questa versione infatti, il film non si conclude con la celebre scena sulle note di (I've Had) The Time of My Life, bensì viene presentato il futuro dei due protagonisti; Baby, ora adulta, assiste commossa a uno spettacolo teatrale a Broadway, di cui viene dopo rivelato che il creatore e coreografo è Johnny. A fine spettacolo, i due si re-incontrano dopo diverso tempo, e vengono raggiunti da una bambina (che si scopre essere la figlia di Baby) e il marito di quest'ultima; Baby è diventata una nota scrittrice, e dal suo ultimo libro Johnny si è ispirato per creare lo spettacolo. Il titolo del libro di Baby e dello spettacolo di Johnny è "Dirty Dancing".

## Personaggi e interpreti
- Frances "Baby" Houseman, interpretata da Abigail Breslin
- Johnny Castle, interpretato da Colt Prattes[3]
- Penny Johnson, interpretata da Nicole Scherzinger[4]
- Dr. Jake Houseman, interpretato da Bruce Greenwood[5]
- Marjorie Houseman, interpretata da Debra Messing[6]
- Lisa Houseman, interpretata da Sarah Hyland[7]
- Max Kellerman, interpretato da Tony Roberts[8]
- Robbie Gould, interpretato da Shane Harper[9]
- Tito Suarez, interpretato da Billy Dee Williams[10]
- Billy Kostecki, interpretato da Beau Casper Smart[11]
- Vivian Pressman, interpretata da Katey Sagal[12][13]

## Produzione
Nell'agosto del 2011, Lionsgate aveva annunciato di fare una miniserie di Dirty Dancing, basata sul film del 1987, diretta da Kenny Ortega e girata in Carolina del Nord. Il 29 luglio 2015, la miniserie venne cancellata.
A dicembre del 2015, ABC decise di ordinare il film, diretto da Wayne Blair, ed interpretato da Abigail Breslin, Colt Prattes, Debra Messing, Sarah Hyland, Nicole Scherzinger, Billy Dee Williams e Shane Harper. Per i balli del film sono stati chiamati i coreografi Andy Blankenbuehler e Luis Salgado.
Le riprese del film si sono svolte a Hendersonville tra aprile e maggio del 2016. Molte parti del film sono state girate anche a Asheville, Cashiers e Saluda.

## Distribuzione
Il trailer del film è stato pubblicato il 24 aprile 2017. Il remake andrà in onda negli Stati Uniti sulla ABC il 24 maggio 2017.
In italia il film è stato trasmesso in prima visione assoluta su Rai 2 il 5 settembre 2017, totalizzando solo 1,216 milioni di spettatori e il 5,8% di share.

## Accoglienza

### Ascolti
Il film, negli USA, è stato seguito da 6.6 milioni di telespettatori.

### Critica
Il film è stato stroncato dalla critica. Su Rotten Tomatoes ha un indice di gradimento del 22% basato su 17 recensioni, con un voto medio di 3.9 su 10, mentre su Metacritic ha avuto un punteggio di 39 su 100, basato su 15 recensioni che indica "giudizi generalmente negativi". È il film dell'universo di Dirty Dancing peggio ricevuto dalla critica; persino il prequel del 2004, Dirty Dancing 2, benché fosse stato anch'esso stroncato dalla critica, non raggiunse un punteggio di critica così basso.